# Discharge
Pour leur album, voir Discharge (album).
Discharge est un groupe de punk hardcore britannique, originaire de Stoke-on-Trent. Promoteur du son D-beat, le groupe est formé en 1977 par Terrance « Tez » Roberts et Roy « Rainy » Wainwright. Le groupe subit beaucoup de changements de musiciens entre le milieu des années 1980 et le début des années 2000.
Leur musique utilise un son lourd, rapide et agressif composé de guitares électriques modifiées avec une distorsion extrême (un son très saturé). Les mots sont souvent hurlés tandis que les paroles traitent de thèmes anarchistes ou pacifistes. Leur second album, paru en 1982, Hear Nothing, See Nothing, Say Nothing, obtient la 2e place dans les UK Indie Charts et est numéro 40 dans le UK Album Chart. Plus tard, Discharge évolue vers le heavy metal, non sans perdre au passage sa crédibilité aux yeux des autres membres de la scène punk britannique ainsi que son succès. Le groupe, séparé au milieu des années 1990 après plusieurs tentatives infructueuses de s'ouvrir à un public plus large, se reforme au début des années 2000 et s'est plus ou moins enfoncé dans la scène underground, renouant ainsi avec sa communauté de fans.
Discharge est l'un des quelques groupes de punk rock dont l'influence fut l'une des plus importantes dans l'évolution de cette musique et de ses nombreux genres et sous-genres. Pionnier du punk hardcore, Discharge a également influencé le crust punk, le grindcore, l'anarcho-punk, et est à l'origine d'un sous-genre du crust punk qui porte son nom, le D-beat. Le heavy metal des années 1980 est également très influencé par Discharge, notamment la scène thrash metal californienne : Metallica et  Anthrax ont repris sur diverses compilations des chansons du groupe. D'autres groupes issus d'autres genres du heavy metal revendiquent également son influence, tels le black metal, le metal industriel, ou encore le death metal.

## Biographie

### Débuts (1977–1981)
Discharge est formé en 1977 à Stoke-on-Trent par Terence « Tez » Roberts et Roy « Rainy » Wainwright. Ils recrutent ensuite le frère cadet de Roberts, Anthony « Bones » Roberts à la guitare, Nigel Bamford à la basse, et Anthony « Akko » Axon (AllMusic lui attribue le surnom de Hacko) à la batterie. Le style musical du groupe s'inspire à l'origine du punk de 1977 de groupes comme Sex Pistols, The Damned et The Clash. Avec Tanya Rich comme agent artistique, le groupe enregistre sa première démo, soutenue par des groupes comme The Ruts, The Clash et The Damned au Victoria Hall, Hanley, et commence à tourner.
Atkinson et Bamford quittent le groupe cette même année, qui recrute leur roadie Kelvin « Cal » Morris pour le chant, menant Terry Roberts à jouer de la batterie et Wainwright de la basse. Avec Morris, le groupe abandonne son style Sex Pistols et se forme son propre style. Anthony Roberts joue de la guitare distordue et Morris se lance dans le screaming. Le tempo monte d'un cran pendant une année ou plus. Le nouveau style emprunté se caractérise par des paroles plus sombres, nihilistes et anarchistes. Le groupe traite aussi de la politique et du social sur les pochettes de ses albums. L'une des images les plus notables est celle de Impaled Dove qui montre une colombe empalée sur une baïonnette.
En 1980, Discharge signe avec le label Clay Records, et enregistre son premier single, Realities of War, en février 1980, qui atteint l'UK Indie Chart à sa sortie en avril, après avoir été joué à l'émission de John Peel. Le groupe joue aussi pour la première fois à Stoke-on-Trent en 1980, à Leicester, Preston et Glasgow. Après deux autres EP sortis la même année, Terry Roberts quitte le groupe pour se joindre plus tard à UK Subs, et est remplacé d'abord par Keith Haynes de Picture Frame Seduction, puis par Dave « Bambi » Ellesmere (ex-The Insane) avant l'enregistrement de l'EP Why?. Ellesmere ne reste pas longtemps, et est remplacé par Garry Maloney des Varukers à la batterie. Why? est pour la première fois classé premier au Royaume-Uni.
Discharge « ...a développé une approche brutale et extrémiste du punk qui donnera naissance au thrash. » Punknews.org explique concernant l'EP Why? qu'« ...il a tout révolutionné... laissant la place au shredding atonal du punk hardcore, thrash, death metal, et grind, mais également les sérieux idéaux politiques et le fond brutal du crust hardcore. » Ian Glasper décrit l'EP comme l'« un des meilleurs albums anti-guerres jamais enregistrés. » Tom G. Warrior de Celtic Frost considère Discharge comme « une révolution, comme pour Venom », expliquant que « la première fois que j'ai écouté du Discharge, j'étais scotché... »
Discharge enregistre son premier album, Hear Nothing, See Nothing, Say Nothing (1982), numéro un des classements punk au magazine Terrorizer. L'album atteint la deuxième place des classements indépendants et la 40e de l'UK Album Chart. Le groupe joue régulièrement au Royaume-Uni, apparaissant souvent aux côtés de GBH et The Exploited, et le succès de leur premier album les amène à tourner au Canada, aux États-Unis, en Italie, en Yougoslavie, en Hollande, en Finlande, et en Suède.

### Période crossover et première séparation (1982–1987)
En 1982, Anthony Roberts quitte le groupe, pour former plus tard Broken Bones avec son frère Tezz. Il est remplacé par Peter « Pooch » Purtill (surnommé Pyrtle par AllMusic), qui amène un souffle significativement heavy metal. L'EP Warning: Her Majesty's Government Can Seriously Damage Your Health, ou simplement Warning... diverge grandement dans le style, avec Morris qui passe de cris enragés à un mélange de chant et de chant de stade. Le groupe use aussi d'un tempo plus lent et le style punk orienté D-beat est remplacé par des beats orientés metal.
Avec la sortie de Ignorance, Purtill et Maloney quittent le groupe pour former le groupe de crossover punk/metal HellsBelles, pour être remplacés par le guitariste Les « The Mole » Hunt et le batteur Michael « Micky » Gibson. Après l'arrivée d'un second guitariste, Stephen « Fish » Brooks, ils publient Grave New World, un album grand public axé glam. Morris quitte le groupe et est brièvement remplacé par l'ancien chanteur de Wrathchild, Rob « Rocky Shades » Berkeley l'année suivante. Le groupe se sépare peu après.

### Retour et deuxième séparation (1990–1999)
Morris forme une nouvelle version ou groupe en 1990 avec Andrew « Andy » Green à la guitare, Anthony Morgan à la basse, et Mika Karppinen d'abord à la batterie, puis pour être remplacé par Maloney. L'album Live at the City Garden, New Jersey est publié chez Clay Records. En 1991, ils publient Massacre Divine. Morris change de nouveau son style vocal, cette fois plus grunt, similaire à Brian Johnson d'AC/DC. En 1993, ils publient Shootin' Up the World. Le groupe se sépare de nouveau en 1999.

### End of Days(depuis 2001)

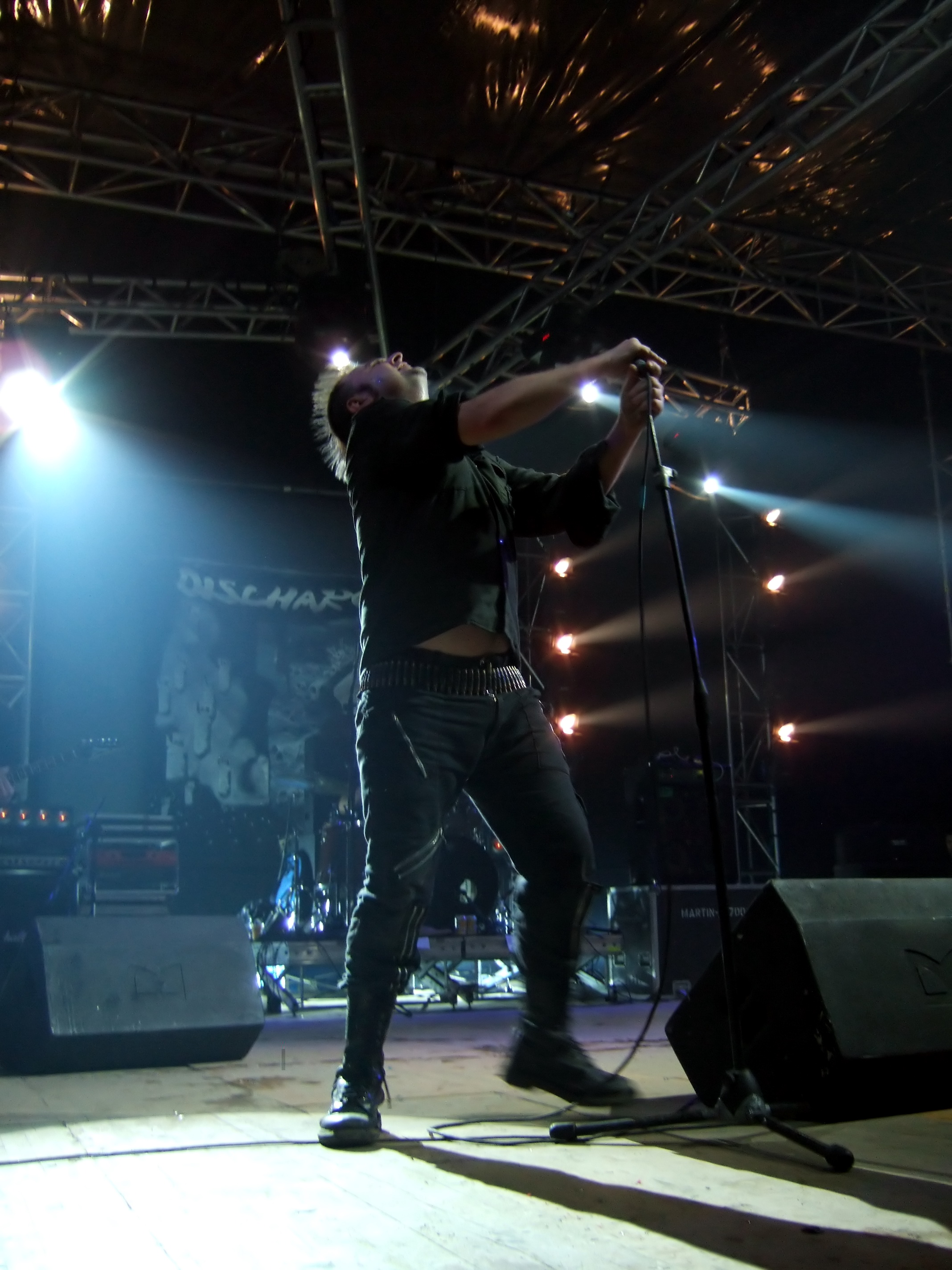
Discharge à Rome en 2006.

En 2001, la formation classique du groupe composée de Morris, Roberts, Roberts, et Wainright se réunit après une fête organisée par le bassiste Bamford, et en 2002, ils publient leur album auto-intitulé Discharge, un retour à leur style punk des années 1980. Morris ne tournera pas pour la promotion de l'album et quitte le groupe pour être remplacé par Anthony « Rat » Martin des Varukers. Le single The Beginning of the End est publié en 2006. Dave « Proper » Caution remplace Terence Roberts après son deuxième départ cette année, puis le groupe publie l'album Disensitise album en 2008. En 2011, le groupe publie un EP intitulé Propaganda Feeds. En 2012, ils publient un split single avec le groupe Off with Their Head, chez Drunken Sailor Records. En 2014, ils jouent au Black and Blue Bowl de Brooklyn, New York. Rat est remplacé par Jeff « JJ » Janiak, tandis que Tezz Roberts revient dans le groupe.
Le 2 juin 2015, le groupe joue une nouvelle chanson intitulée New World Order. Leur septième album, End of Days, est publié le 29 avril chez Nuclear Blast Records.

## Influence
L'album Hear Nothing, See Nothing, Say Nothing est souvent cité être l'un des deux albums les plus violents de la scène punk et metal avec Reign in Blood de Slayer.[réf. nécessaire]

## Membres

### Membres actuels
- Royston « Rainy » Wainwright – guitare (1977), basse (1977–1987, depuis 2001)
- Anthony « Bones » Roberts – guitare (1977–1982, depuis 2001)
- Terence « Tezz » Roberts – chant (1977), batterie (1977–1980, 2001–2006), guitare (depuis 2014)
- David « Proper » Caution – batterie (depuis 2006)
- Jeff « J.J. » Janiak - chant (depuis 2014)

### Anciens membres
- Nigel Bamford – basse (1977, 2001)
- Anthony « Akko » Atkinson – batterie (1977)
- Kelvin « Cal » Morris – chant (1977–1987, 1991–1999, 2001–2003)
- David « Bambi » Ellesmere – batterie (1980-1981)
- Keith Haynes - batterie (1981)
- « Garry » Maloney – batterie (1981–1984, 1986–1987, 1991–1995)
- Peter « Pooch » Purtill – guitare (1982–1984)
- Leslie « The Mole » Hunt – guitare (1984–1986)
- Stephen « Fish » Brooks – guitare (1986–1987)
- Andrew « Andy » Green – guitare (1990–1995)
- Anthony « Jake » Morgan – basse (1990–1995)
- Nicolas « Nick » Bushell – basse (1986–1987)
- David « Davey » Quinn – basse (2003)
- Anthony « Rat » Martin – chant (2003–2014)

## Discographie

### Albums studio
- 1981 : Why ?
- 1982 : Hear Nothing, See Nothing, Say Nothing
- 1986 : Grave New World
- 1991 : Massacre Divine
- 1993 : Shootin' Up The World
- 2002 : Discharge
- 2008 : Disensitise
- 2016 : End of Days

### Singles et EP
- Realities of War (EP)
- Fight Back (EP)
- Decontrol (single)
- Never Again (single)
- The Price of Silence (single)
- State Violence State Control (single)
- The More I See (single)
- Ignorance (single)
- Why (maxi)
- Warning: Her Majesty's Government Can Seriously Dame Your Health (EP)
- 2006 : Beginning of the End (EP 3 titres)

### Albums live
- Live At The City Garden New Jersey (live)
- Live - The Nightmare Continues (live)
- Tour Edition 001 (live + réenregistrements)
- 2005 : War Is Hell (réédition de Tour Edition 001)

### Compilations
- 1984 : Never Again (best of de la période 1982-1984)
- 1986 : 1980-1986 (best of de la période 1980-1986 / jamais édité en CD)
- The Clay Punk Single Collection (compilation de singles 1980-1984)
- Hardcore Hits (compilation)
- Visions Of War (compilation)
- Free Speech For The Dumb (anthologie)
- Protest And Survive (compilation)
- Society's Victims (anthologie)